# Église cathédrale Saint-Vincent de Mâcon
Cette  cathédrale n’est pas la seule cathédrale Saint-Vincent.
L'église cathédrale Saint-Vincent de Mâcon est l’édifice religieux ayant remplacé au tout début du XIXe siècle la cathédrale primitive de Mâcon, aujourd’hui appelée le Vieux-Saint-Vincent. Cette nouvelle cathédrale Saint-Vincent est, comme la précédente, dédiée au diacre Vincent de Saragosse.

## Historique

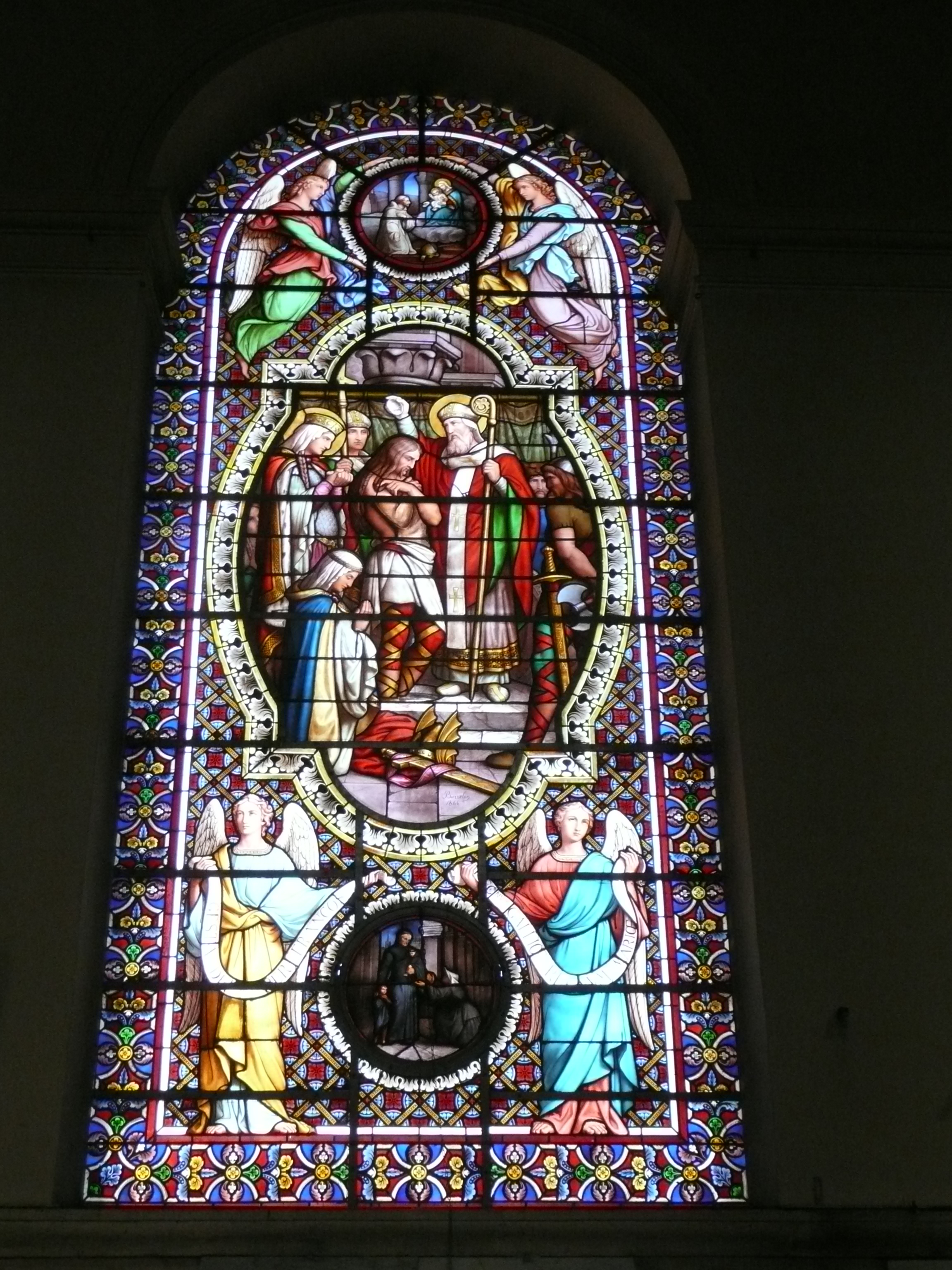
L’un des vitraux de la cathédrale, sortis de l'atelier du Lyonnais Barrelon, représentant le baptême de Clovis.

L’édification de la nouvelle cathédrale Saint-Vincent est décidée après le Concordat de 1801 et financée par l’empereur Napoléon. Il en coûtera un total de 600 000 francs. Nommée initialement église Saint-Napoléon, elle est construite à l’emplacement d’un ancien temple romain et conçue par Guy de Gisors, dans un style néoclassique. Après l'abdication de l'Empereur, l'église prend le nom d'église Saint-Louis en l'honneur de Louis XVIII puis devient l'église Saint-Vincent au retour au pouvoir de Napoléon.
Sa construction, commencée en 1808, s'achève en 1818. Les vitraux datent des années 1860. 
Elle sera restaurée en 1892, moyennant la somme de 200 000 francs.
En 1897, un architecte nommé Authelain réalise les décors intérieurs. En effet, initialement, l'intérieur était nu : aucune peinture, ni moulure, ni décoration. Pas de vitraux à la base des voûtes. Les colonnes, sans le stuc rose actuel, étaient en pierre nue (comme les colonnes visibles à l'extérieur). Sur les murs, un crépi, un peu sombre ; la voûte, en lattis de chêne et ciment, fut très difficile à démolir. Sur l'autel de la chapelle de droite, une statue de la Vierge, en pierre.
Le 4 mars 1869 eurent lieu dans l'édifice les obsèques de Lamartine mort le 28 février. Arrivé par le train à 7 heures du 4 mars, le corps du défunt est amené à la cathédrale et est parti en direction de Saint-Point vers 9 heures. Parmi les personnes présentes à Mâcon, on peut citer Alexandre Dumas fils, Jules Sandeau, Émile Augier, Xavier de Montépin et Émile Ollivier.

## Description

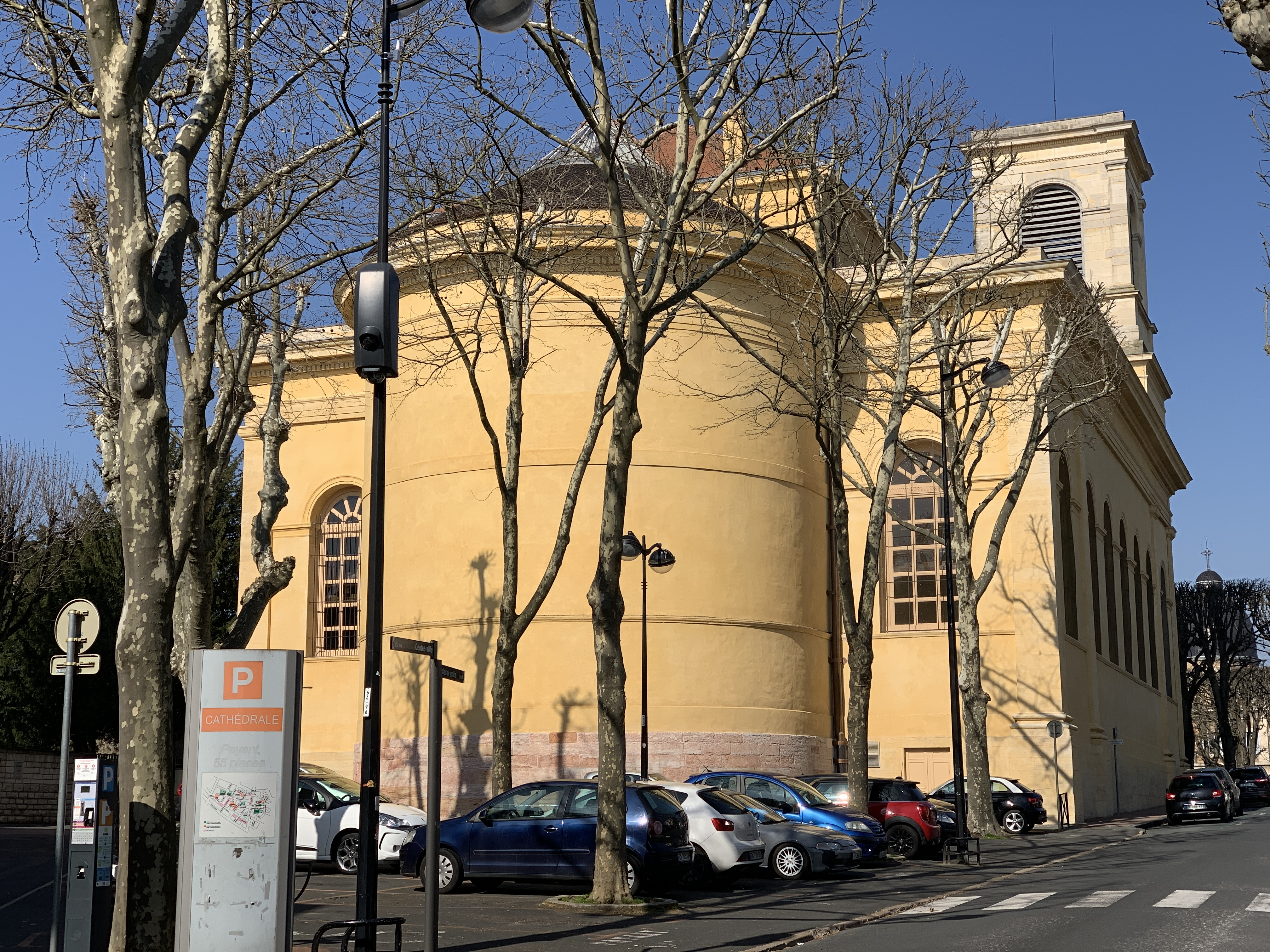
Façade sud de l'édifice.

L’édifice est d’architecture néoclassique (colonnes, fronton triangulaire,  portique, disposition de l’abside), et il suit un plan basilical.
Au centre de l'abside se trouve un tableau de David, Le Christ en croix, une Crucifixion. Il est entouré d’évocations du martyre de saint Vincent. À gauche de l’abside, on peut voir une Vierge au raisin, copie d'un tableau de Mignard (XVIIe siècle), et à droite, un Martyre de saint Barthelémy apôtre par Laurent de La Hyre (XVIIe siècle).
Au-dessus du chœur, à la base de la voûte, cinq larges médaillons représentent les quatre évangélistes et, au centre, le Christ.
Les fonts baptismaux sont de marbre vert sombre et de style Empire.
L'un des attraits de la cathédrale est son programme iconographique complet de vitraux, sortis de l'atelier lyonnais du maître-verrier Jean-Baptiste Barrelon, qui rythment la nef. Ils ont été réalisés entre 1858 et 1878, et installés à partir des années 1860. Ils représentent, à gauche :
- le témoignage et la lapidation d’Étienne ;
- l’Église en tant que « salut des peuples » et l’évêque « défenseur de la cité » ;
- l’église des Conciles (Concile de Jérusalem et Concile Vatican I) ;
- le baptême de Clovis ;
- Saint Louis et saint Vincent ;

et à droite :
- la Pentecôte, le chemin de Damas (ou conversion) de Paul ;
- la remise des « clefs » à saint Pierre, la première prédication à Jérusalem ;
- la naissance, la mort et la résurrection du Christ ;
- l’Eucharistie, Emmaüs, l’Agneau immolé et le pélican (symbole du Christ) ;
- Cycle de la Vierge : déclaration du dogme de l’Immaculée Conception (1854), Pietà et Couronnement.

## Grand orgue de tribune

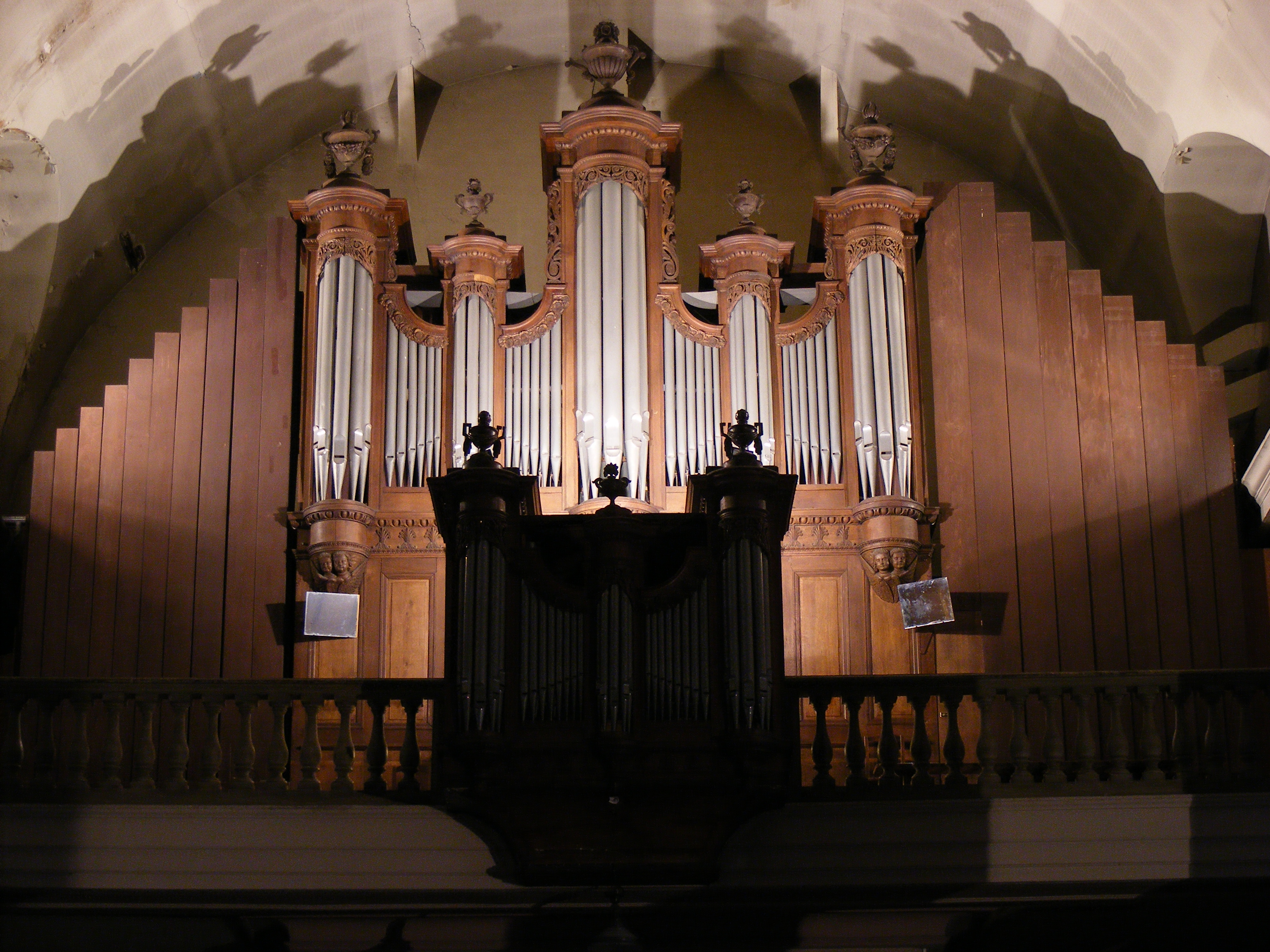
Le grand orgue Callinet de la cathédrale, datant de 1841.

Le grand orgue de tribune, de style romantique, date de 1841 et a été réalisé par Joseph et Claude-Ignace Callinet, avec pour caractéristiques : 4 claviers, 42 registres et 2 065 tuyaux.
Du fait de la conservation d'un certain nombre de tuyaux historiques, l'instrument a été classé (partiellement tout du moins) aux Monuments Historiques en 1973.
Mécanique au départ, l'instrument reçoit des transmissions pneumatiques en 1897 (Didier van Caster), avant de passer à un système de tirages électro-pneumatique en 1972, sous l'impulsion de la maison Merklin & Kuhn. Dans sa configuration initiale, le buffet de ce grand orgue était plus en avant qu'il n'est de nos jours et, de ce fait, davantage mis en valeur.
L'orgue actuel n'a jamais été relevé depuis sa restauration partielle en 1972 et se trouve donc en mauvais état. En 2008, la Ville de Mâcon a mandaté, par l'intermédiaire de son ministère des Affaires culturelles, le technicien-conseil Eric Brottier, qui a réalisé une étude « préalable à la reconstruction de l'orgue de la cathédrale Saint Vincent ». Cette étude fait état d'un montant estimé à 920 000 euros pour la reconstruction complète de l'instrument seul (en dehors de la réfection de la tribune ou de la voûte, sujette à des infiltrations d'eau).
De 1906 à 1966, cet orgue eut l'organiste Maurice Lenormand pour titulaire.
À l'heure actuelle, l'association des Amis de l'Orgue de Mâcon et sa Région œuvre dans le sens de cette reconstruction.

## Carillon
L'une des tours surplombant la façade de la cathédrale (celle de droite) abrite un carillon de cloches, particularité faisant de Saint-Vincent de Mâcon la deuxième église du diocèse d'Autun la mieux pourvue en cloches (neuf en tout).